# 女子體育
幾個世紀以來，女子體育，無論是業餘的還是職業的，在世界各地的各種運動中都存在。女性在體育運動中的參與度和受歡迎程度在 20 世紀，特別是在過去的 25 年裡急劇增加，反映了強調性別平等的現代社會的變化。目前從事體育運動或密切關注體育賽事的女性人數正在悄悄增加。